# Капачинский, Сергей Васильевич
Сергей Васильевич Капачинский (12 января 1903, Пермь — 27 сентября 1978, Ярославль) — советский архитектор, занимавшийся проектированием жилых и общественных зданий. Член правления Ярославского отделения Союза архитекторов СССР.

## Биография
Родился 12 января 1903 года в Перми в семье матери Нины Прокопьевны и отца Василия Петровича Капачинского, который являлся уинтер-офицером телеграфной роты. Также у него были младшие брат и сестра. Когда Сергею Капачинскому было восемь лет, его отец скончался, в 1916 году умерла его мать.  
В 1913 году окончил мужское приходное училище в городе Великий Устюг, затем обучался Велико-Устюгской мужской гимназии. В 1918 года Капачинский стал обучаться в Северо-Двинском техникуме на строительном отделении технологического факультета, который окончил в 1923 году. После окончания данного учреждения, ему была присуждена квалификация техника по гражданскому и дорожному строительству. В 1923 году поступил в Петроградский политехнический институт. Направление в самом институте было получено после защиты дипломной работы. В 1925 году Капачинский перешёл на архитектурный факультет Ленинградского института гражданских инженеров и уже будучи студентом работал в проектной мастерской профессора института А. С. Никольского. Неоднократно принимал участия и занимал призовые места в различных архитектурных конкурсах.  
В 1930 году был назначен на работу в Свердловск. Там занимался планировкой общественных и промышленных зданий и сооружений. С 1932 года преподавал в Уральском строительном институте.  
В 1933 году был приглашён по работе в Ярославль. В 1934 году был в должности архитектора земельно-планировочного сектора Ярославского горкомхоза, с 1937 года занимал должность архитектора архитектурных проектно-планировочных мастерских Облкомхоза. В 1934 году участвовал в конкурсе проектов на здание администрации резиноасбестового комбината.  
В этом же 1934 году был приглашён для участия в закрытом конкурсе на проект памятника Ленина. С 1936 года по 1940 год по проектам Капачинского в Ярославле были построены три здания, во многом определившие архитектурный облик Ярославля, это были два жилых дома — на ул. Советской, 6/10 (угол современной улицы Кедрова) и на проспекте Шмидта, 18/50 (угол современных проспектов Ленина и Октября), а также здание первой советской гостиницы на площади Волкова (гостиница «Ярославль» 1945–1995, после капитального ремонта начала 2000-х годов — торгово-офисный центр). Перед Великой Отечественной войной по проектам Капачинского были спланирован сквер на Советской площади, Первомайский бульвар.  
С 1941 года по 1945 год работал главным инженером и заместителем управляющего областного проектного треста. В 1941 году участвовал в проектировании оборонительных сооружений на подступах к Ярославлю, в 1944 году совместно с А. В. Фёдоровым руководил реконструкцией Которосльной набережной. С 1945 года по 1953 год Капачинский был начальником отдела по делам архитектуры при исполкоме Ярославского областного совета депутатов трудящихся. В этот же период им совместно другими архитекторами Ярославля была осуществлена реконструкция концертного зала областной филармонии на Комитетской улице (1948), а также были выполнены генплан райцентра Борисоглебские слободы, проект реконструкции Красной площади в Переславле-Залесском, генплан колхоза «Страна Советов» Ярославского района (1950). Также участвовал в конкурсах проектов памятника-мавзолея жертвам белогвардейского мятежа в Ярославле (1950), Пантеона в Москве (1954) и многих других.  
В середине 1950-х годов работал в институте «Госстройхимпроект», ярославских филиалах институтов «Резинопроект» и «Промстройпроект». По причине его проектов была осуществлена застройка и благоустройство привокзальной площади станции Всполье (Ярославль-Главный), застройка квартала № 56 по улице Чкалова и строительство второго корпуса «Резинопроекта» по Советской улице.  
Когда Капачинский вышел на пенсию, он продолжал активно трудиться. Работал в областных организациях ВООПИиК и Союза архитекторов. В 1966 году разработал проект восстановления бывшего дворца наместника в Ярославле (в 1980-х годах на данном месте будет построено новое здание обкома КПСС).  
В 1969 году разработал проект реконструкции гостиницы «Ярославль», предусматривавший постройку второго шестиэтажного корпуса по ул. Собинова и здания ресторана со стороны Власьевского сада; очередной проект реконструкции концертного зала Ярославской областной филармонии (1972 — 1974).  
Являлся членом правления Ярославского отделения Союза архитекторов СССР. В 1967 году был включён в состав комиссии по выявлению памятников истории и культуры на территории области. С 1968 года возглавлял секцию архитектурных памятников областного совета ВООПИК. В 1960–1970-х годах занимался экспертизой новых архитектурных проектов, которые осуществлялась в Ярославле.  
Скончался 27 сентября 1978 года на 76 году жизни в Ярославле.  

## Творческие работы

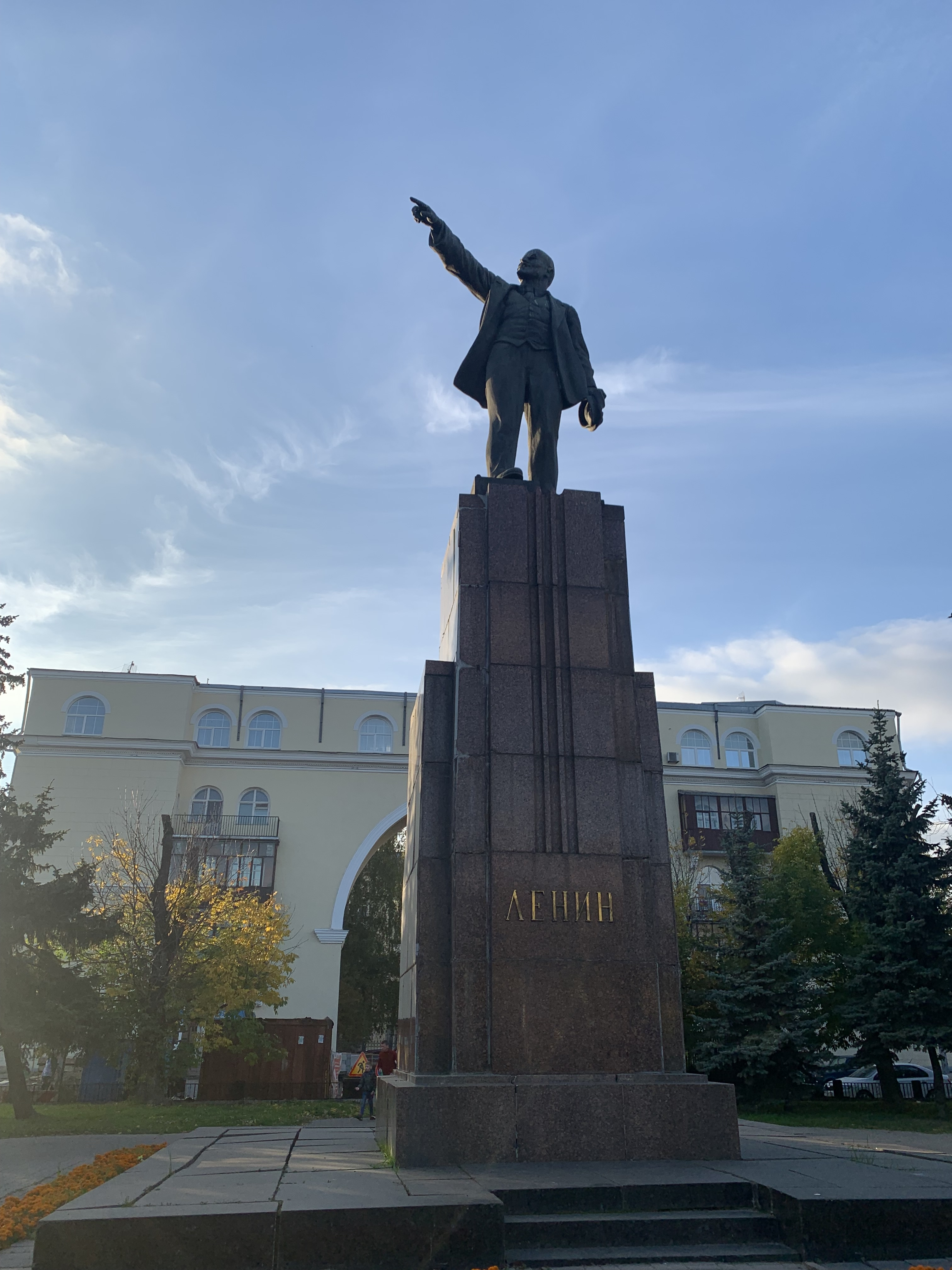
Памятник Ленину на Красной площади в Ярославле скульптора Василия Козлова и архитектора Сергея Капачинского

- 1934 — принимал участие в конкурсе проектов на здание администрации резино-асбестового комбината[2].
- 1934–1939 — в 1934 году принимал участие в закрытом конкурсе на проект памятника Ленина[2]. Проект С. В. Капачинского занял на конкурсе первое место, но из-за того, что сбор средств на установку данного памятника провалился, проект так и не был реализован[2]. Лишь в 1939 году, когда городские и областные власти смогли найти средства на установку памятника, он был установлен на Красной площади  возле «дома с аркой», который был построен Ярославским резино-асбестовым комбинатом. Открытие памятника состоялось 23 декабря 1939 года – через два дня после 60-летнего юбилея тов. И. В. Сталина[2].
- В 1936–1940 годах по проектам С. В. Капачинского в Ярославле были построены три здания, во многом определившие архитектурный облик Ярославля[2]. Это были два жилых дома – на ул. Советской и на проспекте Шмидта, а также здание первой советской гостиницы на площади Волкова[2]. Перед Великой Отечественной войной по проектам архитектора Капачинского были спланированы сквер на Советской площади, а также Первомайский бульвар[2].
- Осенью 1941 года принимал участие в проектировании оборонительных сооружений на подступах к Ярославлю, а в 1944 году совместно с А. В. Фёдоровым руководил реконструкцией Которосльной набережной[2].
- Капачинский работал совместно другими архитекторами Ярославля – К. К. Некрасовым, Е. В. Тильш. Совместно с А. В. Фёдоровым в 1948 году была осуществлена реконструкция концертного зала областной филармонии на Комитетской улице, а также были выполнены генплан райцентра Борисоглебские слободы, проект реконструкции Красной площади в Переславле-Залесском, генплан колхоза «Страна Советов» Ярославского района в 1950 год[2].
- Капачинский также участвовал в конкурсах проектов памятника-мавзолея жертвам белогвардейского мятежа в Ярославле (1950 год), Пантеона в Москве (1954 год) и многих других[2].
- В середине 1950-х годов по его проектам была осуществлена застройка и благоустройство привокзальной площади станции Всполье (Ярославль-Главный), застройка квартала № 56 по улице Чкалова и строительство второго корпуса «Резинопроекта» по Советской улице[2].
- В 1966 году Капачинский разработал проект восстановления бывшего дворца наместника в городе Ярославль (в начале 1980-х годов на этом месте будет построено новое здание обкома КПСС); в 1969 – проект реконструкции гостиницы «Ярославль», предусматривавший постройку второго шестиэтажного корпуса по ул. Собинова и здания ресторана со стороны Власьевского сада; очередной проект реконструкции концертного зала Ярославской областной филармонии (1972–1974)[2].